# Irlande au Concours Eurovision de la chanson 2021
L'Irlande est l'un des trente-neuf pays participants du Concours Eurovision de la chanson 2021, qui se déroule à Rotterdam aux Pays-Bas. Le pays est représenté par la chanteuse Lesley Roy et sa chanson  Maps, sélectionnées en interne par le diffuseur irlandais RTÉ. Le pays se classe 16e et dernier en demi-finale avec 20 points, ne parvenant pas à se qualifier pour la finale.

## Sélection
Le diffuseur irlandais RTÉ annonce sa participation à l'Eurovision 2021 le 26 octobre 2020. Le pays confirme ensuite le 17 décembre 2020 la reconduction de Lesley Roy comme représentante du pays après l'annulation de l'édition 2020. Sa chanson, intitulée Maps, est publiée le 26 février 2021.

## À l'Eurovision
L'Irlande participe à la première demi-finale, le 18 mai 2021. Y recevant 20 points, le pays se classe 16e et dernier et ne parvient pas à se qualifier en finale.